# Associazione Nazionale Subvedenti
L’Associazione Nazionale Subvedenti o in sigla A.N.S. è una ODV Organizzazione di Volontariato ONLUS di diritto costituita in forma di Associazione di volontariato senza fini di lucro, che opera dal 1970.
La sede legale è in via Clericetti 22 a Milano, nell'edificio in cui, per tanti anni hanno avuto sede il Centro di Oculistica Infantile e la scuola speciale A. Scarpa per alunni ambliopi e quindi ipovedenti. La sede operativa è in Largo Volontari del Sangue 1 a Milano.
È associata alla LEDHA Milano Lega per i diritti delle persone con disabilità e federata a Retina Italia che è la Federazione nata per la tutela dei malati affetti da patologie distrofiche retiniche ereditarie.
I campi d'azione a favore dei subvedenti e degli ipovedenti sono:
- l'integrazione scolastica,
- l'utilizzo delle tecnologie assistive,
- formazione per educatori e insegnanti

## Sezione Ipovedenti e Servizio Tommaso
Presso la Biblioteca Comunale Valvassori Peroni, in via Valvassori Peroni 56 Milano, A.N.S. gestisce la Sezione Ipovedenti. All'interno della Sezione Ipovedenti si svolge il "Servizio Tommaso" dove è possibile conoscere, provare e confrontare gratuitamente ausili quali: monocolini, lenti d'ingrandimento, videoingranditori da tavolo, portatili e palmari, software ingrandenti e altro ancora, assistito da operatori esperti e qualificati.
Nel 2010 in occasione del quarantennale A.N.S. ha avuto l'Attestato di pubblica benemerenza Ambrogino d'oro.

## Servizio RoboBraille

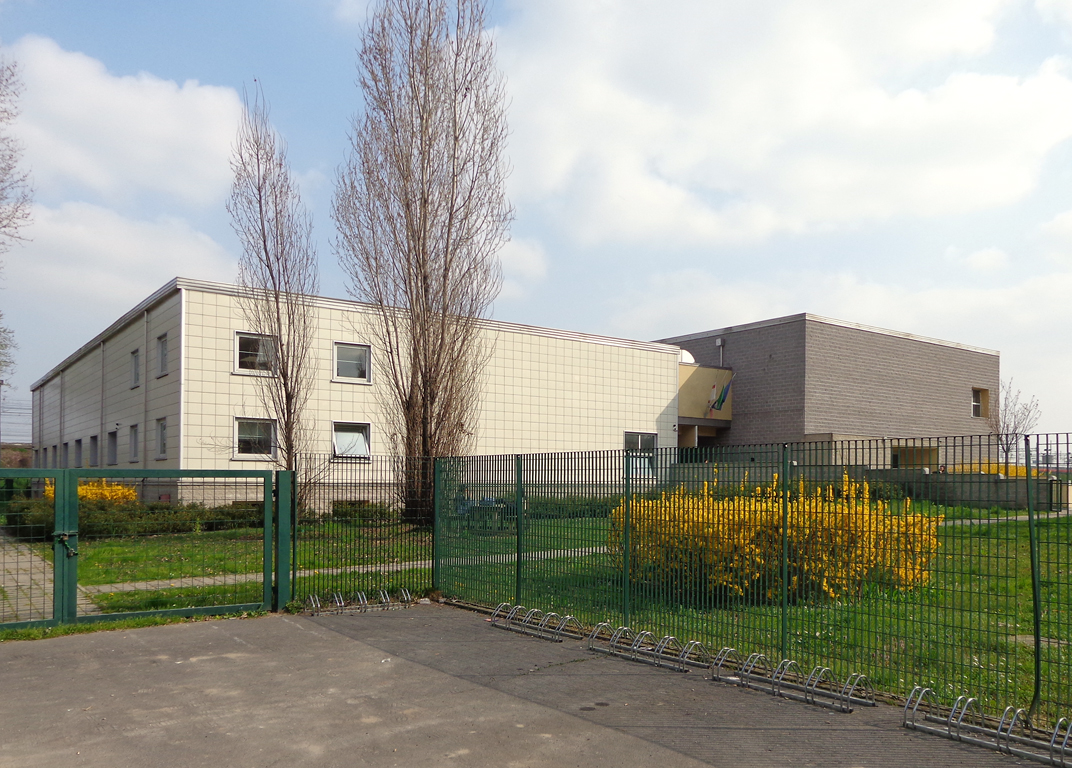
La biblioteca Valvassori Peroni del Comune di Milano dove al primo piano opera la sezione ipovedenti dell'Associazione Nazionale Subvedenti

In collaborazione con Synscenter (Istituto dei Ciechi danese – Capofila) e Sensus Aps – Danimarca, e ed anche istituzioni irlandesi, cipriote, ungheresi e del Regno Unito l'ANS è stata partner del progetto Europeo “Leonardo da Vinci - Robobraille in Education”, per promuovere nelle scuole italiane, un servizio gratuito TTS (text to speech) che trasforma il materiale di studio e di lettura da testo ad audio, senza l'intervento di software specifici.

## ANS per la scuola
L'Associazione Nazionale Subvedenti Onlus da sempre si occupa dell'integrazione scolastica degli alunni con disabilità visiva. Il percorso prevede sostegno e consulenza pedagogico/didattica per una corretta integrazione scolastica alle famiglie e agli insegnanti.